# Badengzhuïta
La badengzhuïta és un mineral de la classe dels elements natius. Rep el nom en honor de Badengzhu (n. 28 de gener de 1939), geòleg tibetà de la Tibet Ore Industry Co., Ltd..

## Característiques
La badengzhuïta és un fosfur de fórmula química TiP. Es tracta d'una espècie aprovada per l'Associació Mineralògica Internacional, i publicada per primera vegada el 2020. És el segon mineral fosfur amb Ti essencial després de la florenskiïta. Cristal·litza en el sistema hexagonal.
L'exemplar que va servir per a determinar l'espècie, el que es coneix com a material tipus, es troba conservat a les col·leccions mineralògiques del Museu Geològic de la Xina, a Beijing, amb el número de espècimen: m13817.

## Formació i jaciments
Va ser descoberta al dipòsit de crom de Kangjinla, dins el comtat de Qusum de la prefectura de Shannan (Tibet, República Popular de la Xina), on es troba associada a zhiqinita i corindó. Es tracta de l'únic indret de tot el planeta on ha estat descrita aquesta espècie mineral.